# Andrea Mattioli
Andrea Mattioli (Faenza, Emília-Romanya, 15 d'octubre de 1617 - Màntua, 2 d'octubre de 1679) fou un prevere i compositor italià del Barroc.
Va ser director de cor de la capella d'Imola i canonge i mestre de capella del duc de Màntua. A partir de 1650 elegí com a principal lloc per les seves representacions el teatre de Ferrara (encara que sense depreciar Bolonya pel seu Didone el 1656, ni Venècia pel seu Perseo (1665).
A més de nombroses composicions religioses, deixà les òperes:
- L'Esilio d'amore (1650);
- Il Ratto di Cefalo (1650);
- Didone (1656);
- Perseo (1665);
- Gli sforzi del desiderio (1666).